# Poul R. Weile

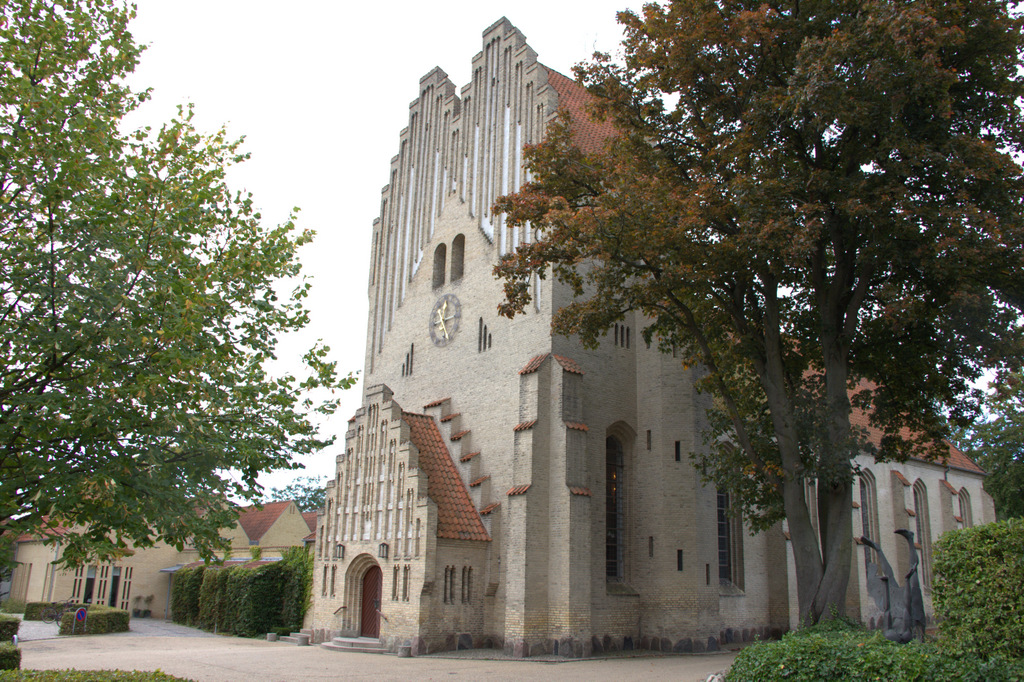
Paulus 1995, Poul R. Weile, vor der Friedenskirche in Ottensee, Dänemark

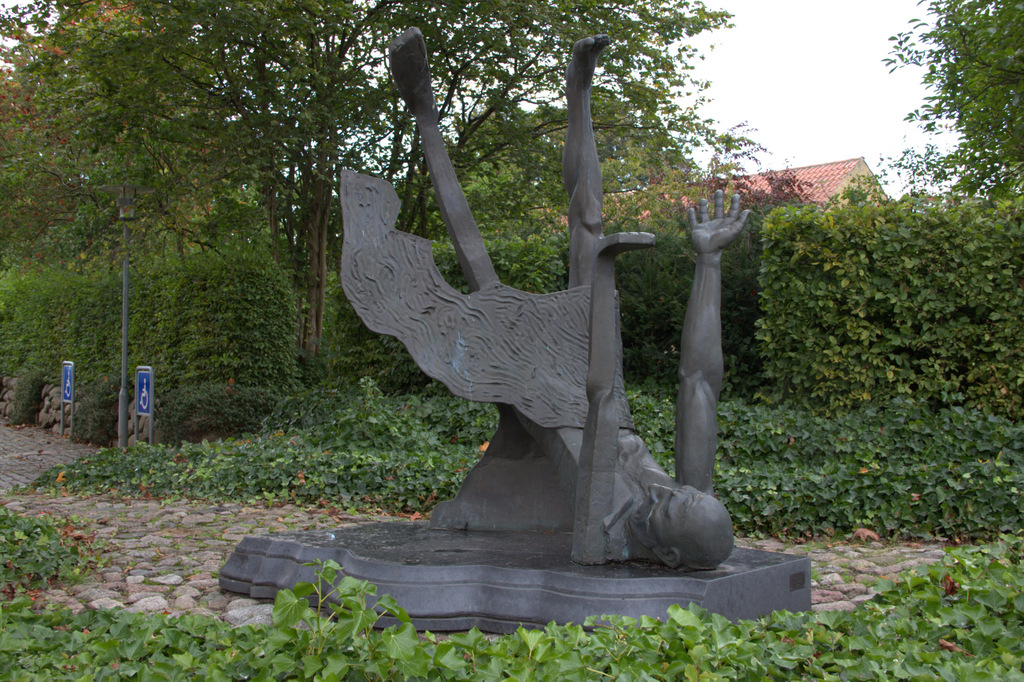
Paulus 1995, Poul R. Weile, vor der Friedenskirche in Ottensee, Dänemark

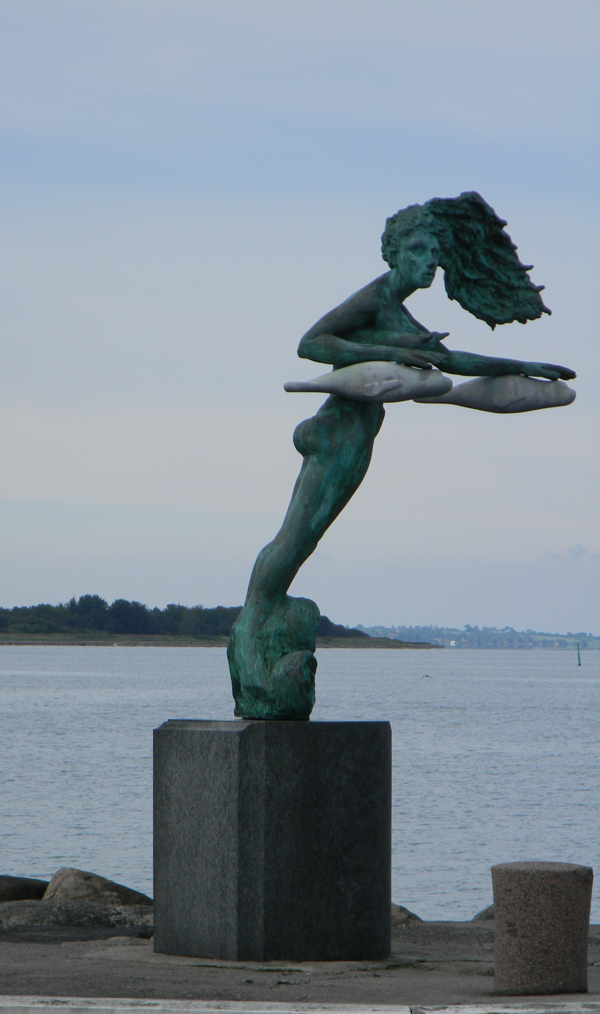
Elle 1997, Poul R. Weile im Bogenser Hafen, Dänemark

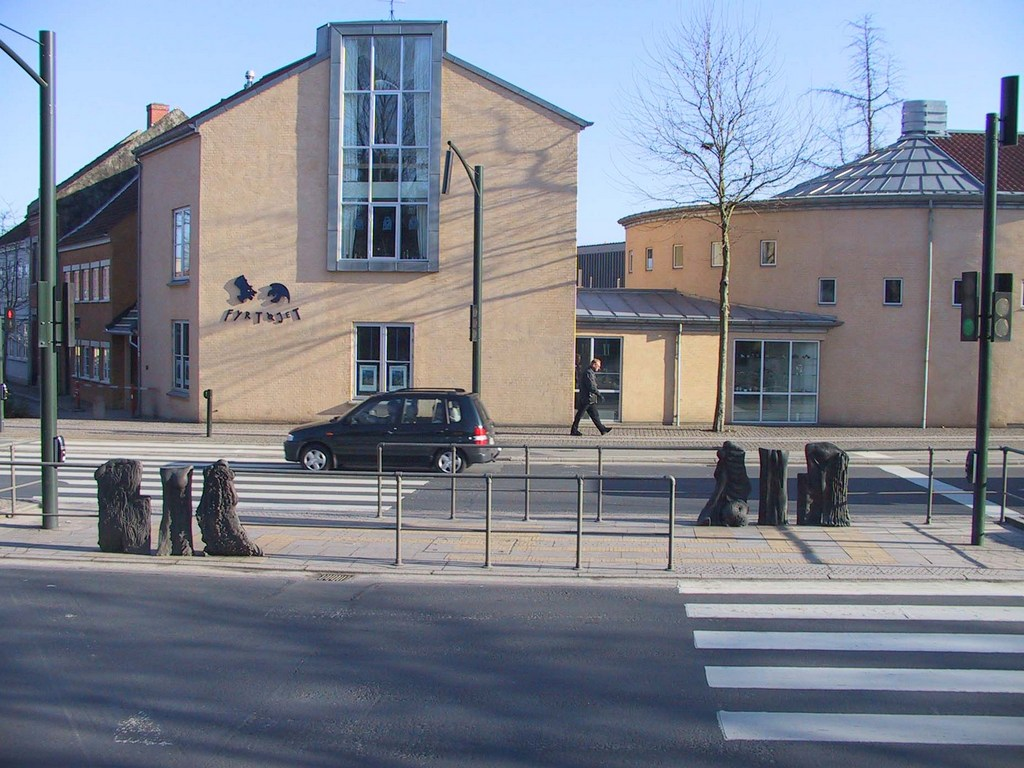
Adapted Surroundings #1 2000, Poul R. Weile, Thomas B. Thriges Straße, Ottensee, Dänemark

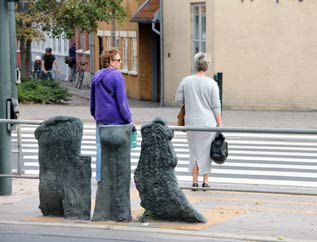
Adapted Surroundings #1 2000, Poul R. Weile, Thomas B. Thriges Straße, Ottensee, Dänemark

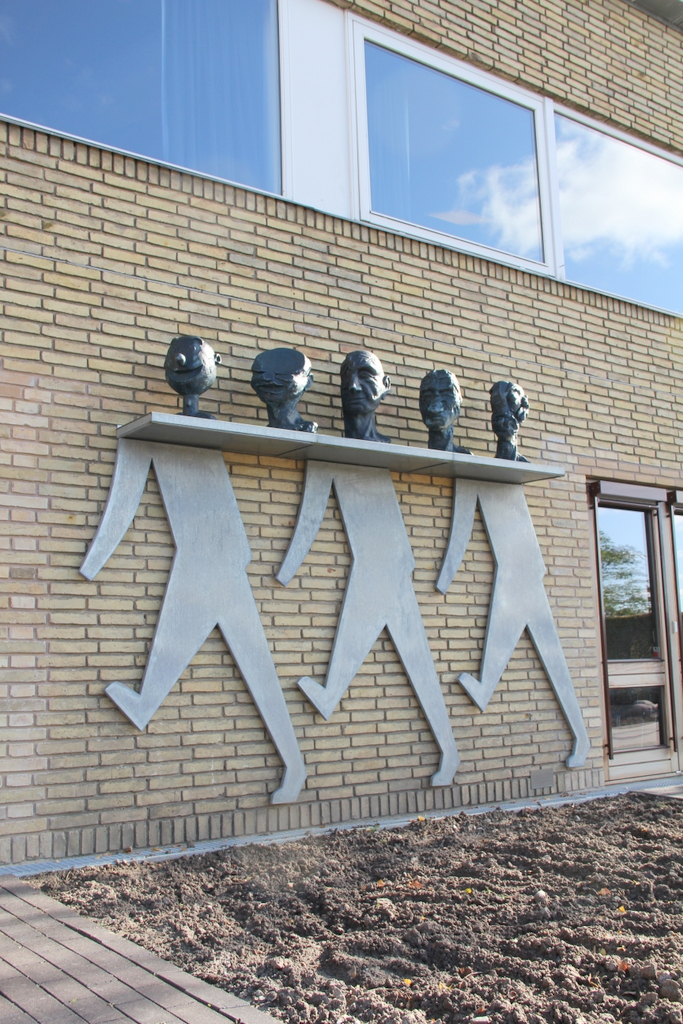
Five steps towards never ending joy 2008, Poul R. Weile, Nyborg Gymnasium, Dänemark

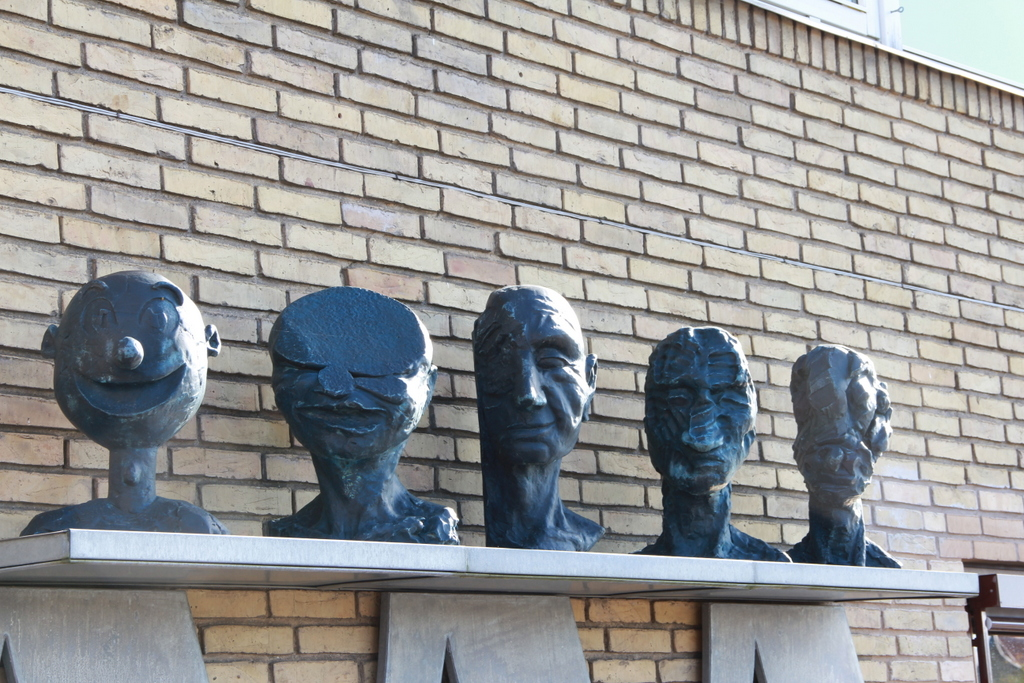
Five steps towards never ending joy 2008, Poul R. Weile, Nyborg Gymnasium, Dänemark

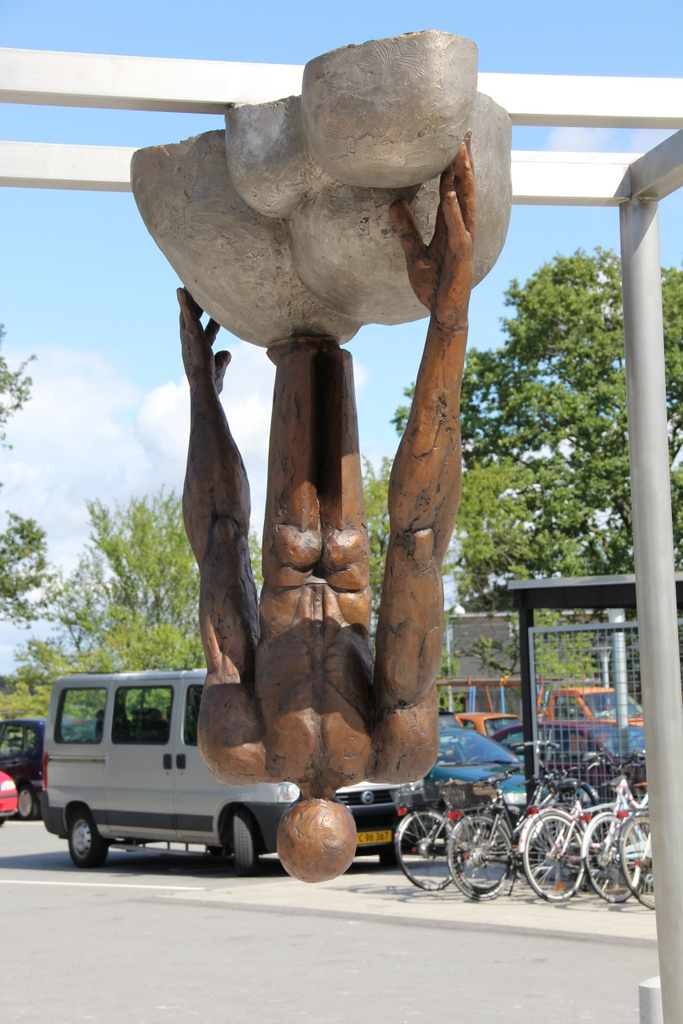
Sail away to the land you know so well 2011, Poul R. Weile, Sedenhuse, Dänemark

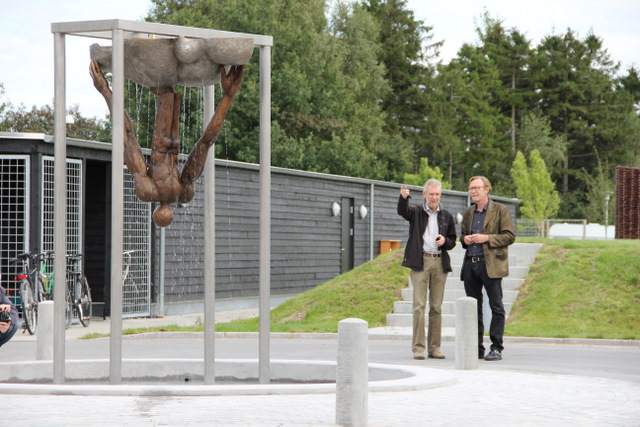
Sail away to the land you know so well 2011, Poul R. Weile, Sedenhuse, Dänemark

Poul Robert Weile (* 14. Juni 1954 in Nyborg, Dänemark) ist ein dänischer, in Berlin lebender bildender Künstler.

## Leben und Wirken
Poul R. Weile absolvierte von 1979 bis 1984 die Ausbildung zum Bildhauer an der Kunstakademie Fünen Dänemark. Den Forderungen der Akademie, zwischen Malerei und Bildhauerei wählen zu müssen, wollte er nicht entsprechen. Mit Beginn der 1980er-Jahre setzte er sich mit verschiedensten Medien auseinander.
Sein vielfältiges Werk umfasst die Skulptur, Zeichnung, Grafik, Fotografie, Malerei bis hin zur Installation, Happening, Performance und Videokunst. Völlig unbefangen vermischt er diese differenten Ausdrucksformen innerhalb seines Werkes. Gebrauchsgegenstände, Kitsch und Elemente aus seinem privaten Leben bringt er ebenso in seine Kunst ein. Grundsätzlich interessiert ihn das Phänomen der kombinierten Bildsprache. So eröffnet sich ein breites Spektrum an Möglichkeiten, Fragmente unterschiedlichster Art zu vereinbaren und solche zu verbinden. Die Idee entscheidet über die Wahl seines Materials.
1985 gründete Poul R. Weile die Den Fri Kunstskole/The Free School of Art in Odense, Dänemark. Die Schule für eine dreijährige Kunstausbildung leitete er bis 1993. Heute existiert die Schule nicht mehr. In seinem Unterricht legt Poul R. Weile großen Wert auf die Ausbildung der Wahrnehmung des Einzelnen. Sein Ansatz stützt sich auf das, was man sieht. Kunst ist eine Sprache, die sich in Weiles Lehre über den Dialog zwischen einzelnen Personen und ihren Werken definiert. 1998 initiierte Poul R. Weile Prospekt ART, eine Kunsterziehung für geistig behinderte Studenten. Bis 2009 war er als künstlerischer Leiter in der Kunsterziehung tätig und arbeitete unter anderem an der Ryslinge Højskole 2003 als Kunstlehrer.
In der Zeit von 2003 bis heute arbeitet Poul R. Weile immer wieder als Kurator und Cokurator von und für Days of ART & Love, Kunstfestival/Conference of ARTS Odense (2003 – heute), list&ast&list Kunstfestival/Conference of 25 artists in all fields, Nordic House – Reykjavík (2009) und ARTVILLE, der Kunstmesse Dänemarks (2004).
2008 führten Poul R. Weiles künstlerische Projekte nach Berlin, wo er seither lebt und arbeitet.

## Kunst im öffentlichen Raum
- EngelAngel, Neues Kulturgebäude, Salzburg, Österreich 1988
- Det kørende skriftsted, Det Fynske Musikkonservatorium, Ottensee, Dänemark 1991
- Holy Shit II, Pårup Schule, Ottensee, Dänemark 1992
- Dekonstruktion I und II, Gemeindehaus, Ottensee, Dänemark 1994
- Paulus an der Friedenskirche, Ottensee, Dänemark 1995
- Progress & Progression, Telehøjen, Ottensee 1996
- Elle, Bogense Hafen, Bogense, Dänemark 1997
- Adapted Surroundings #1, Thomas B. Thriges Straße, Ottensee, Dänemark 2000
- The Happy Donator, L’easy Zentrale, Ottensee, Dänemark 2001
- Sculpture no. 537 to forget myself, L’easy Zentrale, Ottensee, Dänemark 2001
- Adapted Surroundings #2, Universitätshospital, Ottensee, Dänemark 2005
- Krucifiks, Vollosmose Kirche, Ottensee, Dänemark 2005
- Adapted Surroundings #3, Ikaros Abt. Bregnevej, Ottensee, Dänemark 2007
- Adapted Surroundings #4, Finanzamt Süd, Ottensee, Dänemark
- Five Steps towards Never-ending Joy, Gymnasium, Nyborg, Dänemark 2008
- Sail away to the land you know so well (Silvercloud), Sedenhuse, Dänemark, 2011

## Ausstellungen und Werke (Auswahl)
- Orfeus Remix, Opera af Bo Lundby Jæger, Szenographie, Oper Fünen (2007) Residenz in Reykjavík, Show in Seljavegur (2007) Overalls SAK Ausstellungshalle Svendborg, Dänemark (2007) The Dezentere metropol, Kurator von Days of ART & Love, Odense, Dänemark (2007) Oh La-La, Galerie Cornelius Hertz, Bremen (2007)
- List&ast&list, Nordens Hus Reykjavík (2009) Reykjavík ARTS Festival (2009) Communication With Mountains Internationales Theaterfestival Stamsund, Lofoten, Norwegen (2009) Das Leichte und das Schwere, Berchtoldsvilla Salzburg, Österreich (2009)
- A friendly place, Permanente Skulpturen Installation, Nordic House Reykjavík, Island (2010) Neutral Ground, Kunstkreuz, Berlin (2010) Take my arm, but don't mess with my brain, Dänische Gesellschaft für Skulptur, Königskarten, Kopenhagen (2010) DreiTemperamente, HIP-Halle, Gmunden, Österreich (2010) Nordic Arts Festival, Nordens Hus Reykjavík, Island (2010)
- A friendly place, Permanente Skulpturen Installation, Nordic House Reykjavík, Island (2010) Neutral Ground, Kunstkreuz, Berlin (2010) Take my arm, but don't mess with my brain, Dänische Gesellschaft für Skulptur, Königskarten, Kopenhagen (2010) DreiTemperamente, HIP-Halle, Gmunden, Österreich (2010) Nordic Arts Festival, Nordens Hus Reykjavík, Island (2010)
- A Doll House, Wanderausstellung/Installation in Norwegen – von Tromsø nach Oslo, Norwegen (2011) Hunger – Internationales Performance Festival Berlin (2011)
- The Art of Flying / Dying Slowly, Kunstmuseum Fünen, Odense, Dänemark (2012) Galerie Heike Arndt, Berlin (2012) Escape – Internationales Performance Festival, Berlin (2012) Skulptur-Raum-Werk, Kunsthaus Bethanien, Berlin (2012) ART from Fünen, Kunstmuseum von Vestjylland, Tistrup, Dänemark (2012) The Unforgettable GRÜNhorse, Odense, Dänemark (2012)
- Smiles of Berlin-Scans (2013) CUT Internationales Performance Festival, Berlin (2013) Mystique Internationale ARTshow, Magdeburg (2013) Besonderes und Merkwürdiges aus meiner Sammlung Soloshow, Halle LinX, Berlin ARTweek (2013) DADA a la carte, Mona Bismarck American Center, Paris, France (2013) Smiles of Seoul, Korean Experimental Arts Festival, Seoul (2013)
- Smiles of Osaka, Japan international, Kunst Festival, Osaka (2014), Travel Exhibition in Japan – Nagata, Mojiko, Kagoshima, Osaka (2014), I love Grey, 48 Stunden Neuköln, Berlin (2014), World Redesign, Month of Performance Art, Berlin (2014), Survival, Internationales Performance Festival, Berlin (2014), Olo Bianco, Internationales Kunstfestival, Magdeburg (2014), the PARTY Trafo, Stettin, Polen (2014), Unforgettable Grünhorse, Dänemark (2014), Smiles of ART lovers, Berliner Liste, Berlin Art Week (2014)
- Smiles of Cologne, Messe Kölner Liste, Köln (2015), Together in Twilight, Berlin Art Week, Berliner Liste (2015), Oubli sur l'Herbe, Lange Nacht der Bilder, Berlin (2015), DADA Paris (Curator Peter Calaftes und Kat Georges), Paris (2015)

## Sammlungen
- Nationales Museum für PhotoKunst, Ottensee, Dänemark
- Kunstmuseum Fünen, Dänemark[4]
- Die Foto-Sammlung der Königlichen Bibliothek, Kopenhagen, Dänemark[5]
- Kunstmuseum Kalmar, Schweden[6]
- Kunstmuseum Drakabyggets, Schweden

## Auszeichnungen
- Kunstpreis der Grafschaft Fünen, 2000

## Mitgliedschaften
- Künstlervereinigung von Dänemark / Association of Artists of Denmark, Schatzmeister von 1999 bis 2005[7]
- Salzburger Kunstverein[8]
- Verband der Isländischen Künstler / Association of Icelandic Artists, Ehrenmitglied[9]
- IAA: International Artists Association, Internationale Künstlervereinigung, Dänischer Repräsentant 2006[10]
- Nationales Museum für PhotoKunst, Dänemark, Vorstandsmitglied
- Künstlerhaus auf Hollufgård, Mitglied des Verwaltungsrats[11]
- Days of ART & Love, Initiator und Mitglied des Verwaltungsrates[12]
- Fåborg Kunstfestival, Leiter des Board 2006
- Verein Berliner Künstler[13]

## Publikationen
- Poul R. Weile: ART (umfassender Werkkatalog), Kunstmuseum Fünen Dänemark, ISBN 978-87-87345-57-6, deutscher Co-Verlag Art In Flow Berlin, ISBN 978-3-938457-13-9
- Poul R. Weile: Donna Josephe im Wald, in: RUW! II. von Kleist (Künstlermagazin). Verlag Art In Flow Berlin, 2014, ISBN 978-3-938457-24-5
- Poul R. Weile: Durchblutungen, in: RUW! III. nach dem Danach (Künstlermagazin). Verlag Art In Flow Berlin, 2015, ISBN 978-3-938457-28-3